# Smučarski skoki v sezoni 1965/66
Smučarski skoki v sezoni 1965/66. To je pregled najpomembnejših tekem v smučarskih skokih v sezoni 1965/66. Tekme niso bile povezane v svetovni pokal, ki ga je ustanovila Mednarodna smučarska organizacija s sezono 1979/80.

## Tekme

### Razred A
| Datum                                                       | Prizorišče             | Skakalnica                | Opomba                      | Zmagovalec                                                                            | Drugi                                                               | Tretji                                            | Vir           |
| ----------------------------------------------------------- | ---------------------- | ------------------------- | --------------------------- | ------------------------------------------------------------------------------------- | ------------------------------------------------------------------- | ------------------------------------------------- | ------------- |
| 26. december 1965                                           | St. Moritz             | Olympiaschanze            | Božična tekma               | Giacomo Aimoni                                                                        | Bruno De Zordo                                                      | Wolfgang Happle                                   | [ 1 ] [ 2 ]   |
| 30. december 1965                                           | Oberstdorf             | Schattenbergschanze       | Turneja štirih skakalnic    | Veikko Kankkonen                                                                      | Dieter Neuendorf                                                    | Paavo Lukkariniemi                                | [ 3 ]         |
| 1. januar 1966                                              | Garmisch-Partenkirchen | Große Olympiaschanze      | Turneja štirih skakalnic    | Paavo Lukkariniemi                                                                    | Bjørn Wirkola                                                       | Veikko Kankkonen                                  | [ 4 ]         |
| 2. januar 1966                                              | Innsbruck              | Bergiselschanze           | Turneja štirih skakalnic    | Dieter Neuendorf                                                                      | Veikko Kankkonen                                                    | Günther Göllner                                   | [ 5 ]         |
| 6. januar 1966                                              | Bischofshofen          | Paul-Außerleitner-Schanze | Turneja štirih skakalnic    | Veikko Kankkonen                                                                      | Bjørn Wirkola                                                       | Dieter Neuendorf                                  | [ 6 ]         |
|                                                             | Skupno:                | Skupno:                   | Turneja štirih skakalnic    | Veikko Kankkonen                                                                      | Dieter Neuendorf                                                    | Bjørn Wirkola                                     | [ 7 ]         |
| 9. januar 1966                                              | Langenbruck            | Freichelen                |                             | odpovedano zaradi pomanjkanja snega                                                   | odpovedano zaradi pomanjkanja snega                                 | odpovedano zaradi pomanjkanja snega               | [ 8 ]         |
| 23. januar 1966                                             | Le Brassus             | La Chirurgienne           |                             | odpovedano zaradi vetra in dežja                                                      | odpovedano zaradi vetra in dežja                                    | odpovedano zaradi vetra in dežja                  | [ 9 ]         |
| 6. februar 1966                                             | Gstaad                 | Schanze                   | Pokal Montgomery            | Richard Pfiffner                                                                      | Josef Zehnder                                                       | Karl-Heinz Munk                                   | [ 10 ] [ 11 ] |
| 6. februar 1966                                             | Cortina d’Ampezzo      | Trampolino Italia         | Pokal Cortina               | Giacomo Aimoni                                                                        | Marjan Pečar                                                        | Max Golser                                        | [ 12 ] [ 13 ] |
| 19. - 27. februar 1966: Svetovno prvenstvo v Oslu, Norveška |                        |                           |                             |                                                                                       |                                                                     |                                                   |               |
| 6. marec 1966                                               | Lahti                  | Intiaanikukkula           | Smučarske igre Lahti        | Niilo Halonen                                                                         | Bjørn Wirkola                                                       | Horst Queck                                       | [ 14 ] [ 15 ] |
| 6. marec 1966                                               | Lahti                  | Intiaanikukkula           | Smučarske igre Lahti        | Nemška demokratična republika DDRHorst Queck Veit Kührt Peter Lesser Dieter Neuendorf | FinskaHeikki Väisänen Paavo Lukkariniemi Niilo Halonen Raimo Ekholm | JugoslavijaPeter Eržen Ludvik Zajc Marjan Pečar – | [ 16 ] [ 17 ] |
| 10. marec 1966                                              | Saporo                 | Okurajama                 | Igre Mijasama               | Takaši Fudžisava                                                                      | Tamio Taguči                                                        | Ryszard Witke                                     | [ 18 ] [ 19 ] |
| 13. marec 1966                                              | Saporo                 | Okurajama                 | Igre Mijasama               | Ryszard Witke                                                                         | Peter Eržen                                                         | Franz Keller                                      | [ 20 ] [ 21 ] |
| 13. marec 1966                                              | Örnsköldsvik           | Paradiskullen             | Švedske smučarske igre      | Jiří Raška                                                                            | Wolfgang Stöhr                                                      | Josef Kraus                                       | [ 22 ] [ 23 ] |
| 19. marec 1966                                              | Zakopane               | Wielka Krokiew            | Memorial Czech-Marusarzówna | Józef Przybyła                                                                        | Max Golser                                                          | Reinhold Bachler                                  | [ 24 ] [ 25 ] |
| 20. marec 1966                                              | Zakopane               | Wielka Krokiew            | Memorial Czech-Marusarzówna | Ryszard Witke                                                                         | Horst Queck                                                         | Józef Przybyła                                    | [ 26 ] [ 27 ] |
| 25.–27. marec 1966                                          | Planica                | Bloudkova Velikanka       | Teden smučarskih poletov    | Jiří Raška                                                                            | Mihail Veretenikov                                                  | Dieter Neuendorf                                  | [ 28 ] [ 29 ] |

### Ostale tekme
| Datum             | Prizorišče         | Skakalnica                   | Opomba                 | Zmagovalec          | Drugi                                    | Tretji              | Vir             |
| ----------------- | ------------------ | ---------------------------- | ---------------------- | ------------------- | ---------------------------------------- | ------------------- | --------------- |
| 27. december 1965 | Engelberg          | Klein-Titlis-Schanze K62     | Nočna tekma            | Josef Zehnder       | Risto Tarkkila                           | Wolfgang Schüller   | [ 30 ] [ 31 ]   |
| 9. januar 1966    | Semmering          | Liechtensteinschanze         |                        | Gilbert Poirot      | Zbyněk Hubač                             | Josef Zehnder       | [ 32 ] [ 33 ]   |
| 9. januar 1966    | Lake Placid        | Velika olimpijska skakalnica | Masters International  | Bjørn Wirkola       | Giacomo Aimoni John Balfanz              |                     | [ 34 ] [ 35 ]   |
| 10. januar 1966   | Oberhof            | Rennsteigschanze             | Turneja prijateljstva  | Pjotr Kovalenko     | Valerij Jemeljanov                       | Dieter Neuendorf    | [ 36 ] [ 37 ]   |
| 11. januar 1966   | Brotterode         | Inselbergschanze             | Turneja prijateljstva  | Pjotr Kovalenko     | Dieter Neuendorf                         | Koba Zakadse        | [ 38 ] [ 39 ]   |
| 13. januar 1966   | Schmiedefeld       | Walter-Ulrbicht-Naturschanze | Turneja prijateljstva  | Mihail Veretenikov  | Jiří Raška                               | Peter Lesser        | [ 40 ] [ 41 ]   |
|                   | Skupno:            | Skupno:                      | Turneja prijateljstva  | Pjotr Kovalenko     | Dieter Neuendorf                         | Peter Lesser        | [ 41 ] [ 42 ]   |
| 16. januar 1966   | Klingenthal        | Große Aschbergschanze        |                        | Jurij Subarev       | Pjotr Kovalenko                          | Peter Lesser        | [ 43 ] [ 44 ]   |
| 21. januar 1966   | Wisła              | Malinka                      | Turneja Beskiden       | Józef Przybyła      | Koba Zakadse                             | Piotr Wala          | [ 45 ] [ 46 ]   |
| 23. januar 1966   | Szczyrk            | Skalite                      | Turneja Beskiden       | Koba Zakadse        | Piotr Wala                               | Józef Przybyła      | [ 47 ] [ 48 ]   |
|                   | Skupno:            | Skupno:                      | Turneja Beskiden       | Koba Zakadse        | Józef Przybyła                           | Piotr Wala          | [ 48 ]          |
| 25. januar 1966   | Zakopane           | Wielka Krokiew               | Pokal Tatre            | Józef Przybyła      | Piotr Wala Rudolf Doubek Heikki Väisänen |                     | [ 49 ] [ 50 ]   |
| 28. januar 1966   | Banská Bystrica    | Srnková                      | Bohemska turneja       | Josef Matouš        | Jozef Metelka                            | Pjotr Gvosdev       | [ 51 ] [ 52 ]   |
| 30. januar 1966   | Vysoké nad Jizerou | Grubenschanze                | Bohemska turneja       | Jiří Raška          | Zbyněk Hubač                             | Rudolf Doubek       | [ 53 ]          |
|                   | Skupno:            | Skupno:                      | Bohemska turneja       | Jiří Raška          | Jozef Metelka                            | Rudolf Doubek       |                 |
| 30. januar 1966   | Ponte di Legno     | Trampolino del Littorio      | Pokal Kongsberg        | Henrik Ohlmeyer     | Reinhold Bachler                         | Franz Keller        | [ 54 ] [ 55 ]   |
| 12. februar 1966  | Skien              | Hasselbakken                 |                        | Aleksander Ivanikov | Koba Zakadse                             | Pjotr Kovalenko     | [ 56 ] [ 57 ]   |
| 13. februar 1966  | Skien              | Oddbakken                    |                        | Pjotr Kovalenko     | Torbjørn Yggeseth                        | Horst Queck         | [ 58 ] [ 59 ]   |
| 13. februar 1966  | Trondheim          | Granåsen                     |                        | Bjørn Wirkola       | Toralf Engan                             | Dieter Neuendorf    | [ 60 ] [ 61 ]   |
| 13. februar 1966  | Autrans            | Dauphiné                     | Francosko prvenstvo    | Rudolf Doubek       | Albino Bazzana                           | Bruno De Zordo      | [ 62 ] [ 63 ]   |
| 19. februar 1966  | Ishpeming          | Suicide Hill                 | Memorial Paúla Bietile | Harri Jussilainen   | Keijo Laiho                              | Butch Wedin         | [ 64 ] [ 65 ]   |
| 20. februar 1966  | Ishpeming          | Suicide Hill                 | Memorial Paúla Bietile | Harri Jussilainen   | Keijo Laiho                              | John Carello        | [ 66 ] [ 67 ]   |
| 20. februar 1966  | Braunlage          | Wurmbergschanze              |                        | Zbyněk Hubač        | Risto Tarkkila                           | Marjan Koprivšek    | [ 68 ]          |
| 1. marec 1966     | Kristiansand       | Storheia                     | Norveška turneja       | Ryszard Witke       | Toralf Engan                             | Piotr Wala          | [ 69 ]          |
| 2. marec 1966     | Porsgrunn          | Rugtvedtkollen               | Norveška turneja       | Ryszard Witke       | Hans Olav Sørensen                       | Józef Przybyła      | [ 70 ]          |
|                   | Skupno:            | Skupno:                      | Norveška turneja       | Ryszard Witke       | Hans Olav Sørensen                       | Piotr Wala          | [ 70 ] [ 71 ]   |
| 5. marec 1966     | Lahti              | Intiaanikukkula              | Nočna tekma            | Dieter Neuendorf    | Reinhold Bachler                         | Henrik Ohlmeyer     | [ 72 ] [ 73 ]   |
| 6. marec 1966     | Harrachov          | Čerťák                       |                        | Jiří Raška          | Zbyněk Hubač                             | Rudolf Höhnl        | [ 74 ]          |
| 6. marec 1966     | Revelstoke         | Nels Nelsen Ski Jump         | Kanadsko prvenstvo     | Toralf Engan        | Christoffer Selbekk                      | Max Pet             | [ 75 ] [ 76 ]   |
| 6. marec 1966     | Chamonix           | Le Mont                      |                        | Günther Göllner     | Gilbert Poirot                           | Wolfgang Schüller   | [ 77 ] [ 78 ]   |
| 7. marec 1966     | Kouvola            | Palomäen Hyppyrimäki         |                        | Bjørn Wirkola       | Paavo Lukkariniemi                       | Mikko Joki-Anttila  | [ 79 ] [ 80 ]   |
| 7. marec 1966     | Iron Mountain      | Pine Mountain Jump           |                        | John Balfanz        | Keijo Laiho                              | Gene Kotlarek       | [ 81 ] [ 82 ]   |
| 8. marec 1966     | Lappeenranta       | Huhtiniemen Hyppyrimäki      |                        | Bjørn Wirkola       | Niilo Halonen                            | Mikko Heino         | [ 83 ]          |
| 13. marec 1966    | St. Moritz         | Olympiaschanze               |                        | Max Golser          | Reinhold Bachler                         | Günther Göllner     | [ 84 ] [ 85 ]   |
| 13. marec 1966    | Vikersund          | Vikersundbakken              |                        | Bjørn Wirkola       | Toralf Engan                             | Christoffer Selbekk | [ 86 ] [ 87 ]   |
| 14. marec 1966    | Sollefteå          | Hallstabacken                |                        | Jiří Raška          | Bent Tomtum                              | Kjell Sjöberg       | [ 88 ] [ 89 ]   |
| 16. marec 1966    | Kaipola            | Pitkävuori                   |                        | Niilo Halonen       | Bjørn Wirkola                            | Keijo Laiho         | [ 90 ]          |
| 17. marec 1966    | Hyvinkää           | Sveitsin Hyppyrimäki         |                        | Veikko Kankkonen    | Bjørn Wirkola                            | Jiří Raška          | [ 91 ] [ 92 ]   |
| 19. marec 1966    | Raufoss            | Lønnebergbakken              |                        | Bjørn Wirkola       | Christoffer Selbekk                      | Kjell Sjöberg       | [ 93 ] [ 94 ]   |
| 20. marec 1966    | Bærum              | Skuibakken                   |                        | Bjørn Wirkola       | Christoffer Selbekk                      | Lars Grini          | [ 95 ] [ 96 ]   |
| 20. marec 1966    | Kuopio             | Puijo                        | Zimske igre Puijo      | Osmo Leivo          | Veikko Kankkonen                         | Jurij Subarev       | [ 97 ] [ 98 ]   |
| 25. marec 1966    | Namsos             | Gamle Grånasen               |                        | Toralf Engan        | Hans Olav Sørensen                       | Lars Grini          | [ 99 ] [ 100 ]  |
| 26. marec 1966    | Mo i Rana          | Fageråsbakken                |                        | Toralf Engan        | Lars Grini                               | Christoffer Selbekk | [ 101 ] [ 102 ] |
| 27. marec 1966    | Trondheim          | Granåsen                     |                        | Toralf Engan        | Hans Olav Sørensen                       | Józef Przybyła      | [ 103 ] [ 104 ] |
| 30. marec 1966    | Rauma              |                              |                        | Veikko Kankkonen    | Eero Gröndahl                            | Niilo Halonen       | [ 105 ] [ 106 ] |
| 1. april 1966     | Seinäjoki          | Jouppilanvuoren              |                        | Bjørn Wirkola       | Veli-Matti Laitinen                      | Matti Koukkula      | [ 107 ] [ 108 ] |
| 2. april 1966     | Johanngeorgenstadt | Erzgebirgsschanze            |                        | Dieter Neuendorf    | Lars Grini                               | Jiří Raška          | [ 109 ] [ 110 ] |
| 3. april 1966     | Oberwiesenthal     | Fichtelbergschanze           | Pokal svobodnega tiska | Dieter Neuendorf    | Jiří Raška                               | Christoffer Selbekk | [ 111 ] [ 112 ] |
| 3. april 1966     | Kuusamo            | Rukatunturi                  |                        | Bjørn Wirkola       | Paavo Maunu                              | Veikko Kankkonen    | [ 113 ] [ 114 ] |
| 3. april 1966     | Kiruna             | Malmstabacken                | Zimske igre Kiruna     | Tord Karlsson       | Józef Gąsienica Daniel                   | Mats Östman         | [ 115 ] [ 116 ] |

## Novi rekordi skakalnic
| Prizorišče     | Skakalnica              | Skakalec            | Dolžina | Datum             | Vir            |
| -------------- | ----------------------- | ------------------- | ------- | ----------------- | -------------- |
| St. Moritz     | Olympiaschanze          | Giacomo Aimoni      | 085,5 m | 26. december 1965 | [ 117 ] [ 2 ]  |
| Engelberg      | Klein-Titlis-Schanze    | Josef Zehnder       | 064,0 m | 27. december 1965 | [ 118 ] [ 31 ] |
| Odnes          | Flubergbakken           | Lars Grini          | 100,0 m | 9. januar 1966    | [ 119 ]        |
| Semmering      | Liechtensteinschanze    | Gilbert Poirot      | 076,0 m | 9. januar 1966    | [ 120 ]        |
| Klingenthal    | Große Aschbergschanze   | Peter Lesser        | 097,0 m | 16. januar 1966   | [ 44 ]         |
| Ponte di Legno | Trampolino del Littorio | Henrik Ohlmeyer     | 110,0 m | 30. januar 1966   | [ 121 ]        |
| Rena           | Renabakkene             | Bjørn Wirkola       | 077,5 m | 4. februar 1966   | [ 122 ]        |
| Sestriere      | Trampolino di Claviere  | Jukio Kasaja        | 066,0 m | 7. februar 1966   | [ 123 ]        |
| Lahti          | Intiaanikukkula         | Dieter Neuendorf    | 080,5 m | 6. marec 1966     | [ 14 ]         |
| Revelstoke     | Nels Nelsen Ski Jump    | Christoffer Selbekk | 089,5 m | 6. marec 1966     | [ 75 ]         |
| Vikersund      | Vikersundbakken         | Bjørn Wirkola       | 145,5 m | 12. marec 1966    | [ 124 ]        |
| Vikersund      | Vikersundbakken         | Bjørn Wirkola       | 146,0 m | 13. marec 1966    | [ 125 ] [ 87 ] |
| Raufoss        | Lønnebergbakken         | Bjørn Wirkola       | 085,0 m | 19. marec 1966    | [ 94 ]         |
| Bærum          | Skuibakken              | Christoffer Selbekk | 105,5 m | 20. marec 1966    | [ 126 ]        |
| Zakopane       | Wielka Krokiew          | Horst Queck         | 105,5 m | 20. marec 1966    | [ 127 ]        |
| Langenbruck    | Freichelen Schanze      | Heribert Schmid     | 069,0 m | 22. marec 1966    | [ 128 ]        |
| Namsos         | Gamle Grånasen          | Toralf Engan        | 069,5 m | 25. marec 1966    | [ 100 ]        |
| Planica        | Bloudkova Velikanka     | Jiří Raška          | 129,0 m | 25. marec 1966    | [ 29 ] [ 129 ] |
| Planica        | Bloudkova Velikanka     | Jiří Raška          | 130,0 m | 27. marec 1966    | [ 29 ] [ 130 ] |
| Mo i Rana      | Fageråsbakken           | Toralf Engan        | 083,0 m | 26. marec 1966    | [ 102 ]        |
| Ørskog         | Løklibakken             | Toralf Engan        | 083,0 m | 3. april 1966     | [ 131 ]        |
| Tistedalen     | Bjørnstadbakken         | Toralf Engan        | 061,0 m | 17. april 1966    | [ 132 ]        |
| Tistedalen     | Bjørnstadbakken         | Christoffer Selbekk | 062,0 m | 17. april 1966    | [ 132 ]        |